# James Williams (giocatore di football americano 1978)
James L. Williams (Vicksburg, 6 marzo 1978) è un ex giocatore di football americano statunitense che ha militato nel ruolo di wide receiver nella National Football League (NFL).

## Carriera
Williams fu scelto nel sesto giro (175º assoluto) del Draft NFL 2000 dai Seattle Seahawks. Vi giocò per tre stagioni con un massimo di 212 yard ricevute e un touchdown nel 2001. Chiuse la carriera disputando una partita con i Detroit Lions nel 2003.